# Eeke van Nes
Eeke van Nes, nizozemska veslačica, * 17. april 1969, Delft.
Van Nesova je za Nizozemsko nastopila na Poletnih olimpijskih igrah 1996 v Atlanti ter na Poletnih olimpijskih igrah 2000 v Sydneyju. Njen matični klub je bil Delftsche Studenten-Roeivereeniging LAGA.
Njena starša sta bila Hadriaan van Nes in Meike de Vlas, oba nekdanja uspešna veslača njen ded pa je nekdanji nogometaš Jan Thomée.